# Acetonitril
Acetonitril (tudi metilcianid; CH3CN) je stranski produkt pri proizvodnji akrilonitrila. Nastaja tudi pri gorenju lesa in druge vegetacije. Je tekočina z vonjem podobnim etru. 
Acetonitril je hlapno, zelo polarno topilo, ki se ga uporablja za ekstrakcijo maščobnih kislin ter živalskih in rastlinskih olj. Uporablja se ga v petrokemijski industriji za ekstrakcijsko destilacijo, ki temelji na selektivni mešljivosti organskih spojin. Uporaben je tudi kot topilo pri izdelavi umetnih vlaken ter pri izdelavi plastičnih vlitkov. 
V laboratorijih je v široki rabi, kot visokozmogljivo topilo za pridobivanje DNA oligonukleotidov iz monomerov. Zaradi nizke viskoznosti in kemijske reaktivnosti je priljubljena izbira za tekočinsko kromatografijo.

## Identifikacija snovi ali pripravka
Acetonitril  je kemična spojina s kemično formulo CH3CN. Ta brezbarvna tekočina je najenostavnejši organski nitril. Največ se ga proizvede kot stranski produkt akrilonitrila. Uporablja se predvsem kot polarno topilo pri čiščenju butadiena.  V laboratorijih se uporablja kot srednje polarno topilo, ki se meša z vodo in ima še vedno tekoče območje z elektro dipolnim momentom 3.84 D. Acetonitril je topen v širokem območju ionskih in nepolarnih spojin ter je uporaben kot mobilna faza v HPLC in LC-MS .

### Proizvodnja
Acetonitril je stranski produkt pri proizvodnji akrilonitrila. Proizvodni trendi tako sledijo proizvodnji akrilonitrila. Acetonitril je mogoče proizvesti tudi z drugimi procesi, vendar le te od leta 2002 nimajo komercialnega pomena. Zanimiva metoda pridobivanja je z dehidracijo acetamida ali z hidracijo zmesi ogljikovega monoksida in amoniaka. Pomembnejši svetovni proizvajalci acetonitrila so: INEOS, DuPont, BioSolve BV, Carlo Erba Reagents, Panreac, and J.T. Baker Chemical. Leta 1992, so ZDA proizvedle 14,700 t acetonitrila.
Pomanjkanje acetonitrila v letih 2008-2009
V začetku oktobra 2008, se je svetovna dobavljivost acetonitrila zelo zmanjšala zaradi zaustavitve kitajske proizvodnje, ki je takrat gostila olimpijske igre.  Ravno v tem času je bila poškodovana ameriška tovarna v Teksasu med divjanjem orkana Ike.  Zaradi upočasnitve svetovnega gospodarstva se je proizvodnja akrilonitrila, ki se uporablja v proizvodnj akrilnih vlaken zmanjšala. Ker je acetonitril stranski produkt v proizvodnji akrilonitrila, se je posledično zmanjšala tudi njegova dobavljivost.  Globalno pomanjkanje acetonitrila se je nadaljevalo še v začeteku leta 2009.

## Uporaba
Acetonitril se uporablja predvsem kot topilo pri čiščenju butadina v rafinerijah.
V široki rabi je pri proizvodnji baterij saj je zaradi svoje relativno visoke dielektrične konstante in sposobnosti raztapljanja elektrolitov zelo uporaben. Iz podobnih razlogov je zelo popularno topilo v ciklični voltametriji. 
Zaradi nizke viskoznosti in kemijske reaktivnosti je priljubljena izbira za tekočinsko kromatografijo. 
Acetonitril ima prevladujočo vlogo topila pri pridobivanju DNA oligonukleotidov iz monomerov. V industriji se uporablja kot topilo pri proizvodnji farmacevtskih in fotografskih filmov.

## Sestava s podatki o nevarnih sestavinah
Ugotovitve o nevarnih lastnostih
Acetonitril je le blago toksičen, vendar lahko s pomočjo metabolizma proizvede vodikov cianid, ki je vzrok spodaj opisanih znakov zastrupitve. Primeri zastrupitve z acetonitrilom so pri ljudeh (ali če smo bolj natančni zastrupitev s cianidom, ki je posledica kontakta z acetonitrilom) redki. Do zastrupitve pride z vdihavanjem, zaužitjem ali preko absorbcije skozi kožo. Simptomi ki se po navadi pokažejo šele nekaj ur po kontaktu, vključujejo težave z dihanjem, upočasnjen srčni utrip, vrtoglavico ter bruhanje: krči ter koma nastopijo le v izjemnih primerih, kjer sledi smrt zaradi zadušitve. Zdravljenje je enako kot pri zastrupitvi s cianidom, in sicer s kisikom, natrijevim nitritom in natrijevim tiosulfatom.
V uporabi je bil kot sestavina odstranjevalcev laka za nohte, kjer je kljub blagi toksičnosti zahteval vsaj dva znana primera zastrupitve otrok od tega enega s smrtnim izidom. Aceton in etil acetat sta bolj pogosta ter bolj varna za domačo rabo. Acetonitril je z marcem 2002 prepovedana substanca v kozmetični industriji na območju EU.

## Ukrepi za prvo pomoč
Vdihovanje
Vdihovanje povzroča pekoče grlo, slabost, bolečine v trebuhu, oteženo dihanje, krče in nezavest. Manifestacija simptomov lahko nastopi z zakasnitvijo. Prostore v katerih se dela z acetonitrilom je treba zračiti in za dihanje uporabljati dihalno masko. V primeru, da pridemo v stik z njim je treba čim prej priti na sveži zrak, počivati in takoj poiskati zdravniško pomoč. 
Zaužitje
Snov ni užitna. Med delom z acetonitrilom ne jesti, piti ali kaditi. V primeru zaužitja sprati usta ter sprožiti bruhanje (SAMO PRI OSEBAH, KI SO PRI ZAVESTI!). Piti veliko vode in poiskati zdravniško pomoč.
Stik s kožo in očmi
Acetonitril ob stiku s kožo povzroča rdečico, ob stiku z očmi pa rdečico in bolečino. Pri delu z njim moramo uporabljati zaščitne rokavice, ščit za obraz in dihalno masko. V primeru nesreče je treba odstraniti kontaminirana oblačila ter sprati kožo z veliko vode. Ob kontaktu z očmi je treba izdatno, večminutno izpiranje z vodo ter zdravniška pomoč.

## Ukrepi ob požaru
Posebne nevarnosti
Acetonitril je zelo vnetljiv. Pri gorenju oddaja jedke in strupene hlape. Ob požaru je treba posode z acetonitrilom hladiti z razpršeno vodo. Mešanica hlapov in zraka je eksplozivna. Obstaja velika verjetnost požara ali eksplozije ob prisotnosti oksidantov. 
Primerna sredstva za gašenje
Pri gašenju je treba uporabiti peno (odporno na alkohol), prah ali ogljikov dioksid.
Posebna zaščitna oprema za gasilce
Nepropustna zaščtina obleka, zaščitne rokavice in dihalna maska.

## Ukrepi ob nezgodnih izpustih
Previdnostni ukrepi, ki se nanašajo na ljudi
Ob delu z acetonitrilom je treba nositi zaščitna oblačila, očala/vizir, rokavice in dihalni aparat.
Ekološki zaščitni ukrepi ob izlivu so
Prezračevanje, odstranitev vseh potencialnih virov vžiga. Izlito tekočino je treba zbrati in zapreti v neprepustne posode. Preostalo tekočino je treba odstraniti s pomočjo suhega peska ali kakega drugega inertnega absorbenta ter shraniti na za to posebej pripravljeno mesto. Nikoli ne izpirati direktno v kanalizacijo. Pri intervenciji je nujna uporaba zaščitne opreme z dihalnim aparatom.  

## Fizikalne in kemijske lastnosti
Vrelišče doseže pri 82 °C in tališče pri -46 °C. Temparatura samovžiga je pri 524 °C. Zaradi mešanja z zrakom nastane eksplozivna zmes; njene mejne vrednosti so: spodnja: 3% vol - zgornja 16% vol.

## Toksikološki podatki
Pri kratkotrajni izpostavljenosti povzroča draženje oči, kože in dihal. Acetonitril lahko uniči celično dihanje, kar povzroča krče in odpoved respiratornega sistema. Učinki zastrupitve lahko nastopijo z zakasnitvijo. Zdravniška oskrba in opazovanje sta nujna.